# Ханс Кјари
Ханс фон Кјари (Беч, 14. септембар 1851 — Стразбур, 14. мај 1916) био је аустријски патолог који се родио у Бечу као син гинеколога Јохана Баптисте Кјарија (1817—1854). Брат је ушног лекара Отокара Кјарија (1853—1918).

## Епоними.[4]
Арнолд—Кјаријева малформација
Развојна аномалија базе мозга код које долази до померања одређених можданих структура у канал кичмене мождине.
Бад—Кјаријев синдром
Редак поремећај у хепатологији који настаје због опструкције вена јетре крвним угрушком или тумором. Овај синдром се карактерише увећањем и некрозом (цирозом) јетре, појавом асцита (накупљањем течности у трбушној дупљи) и јаким боловима у трбуху. Појава и даљи развој овог синдрома може бити муњевит, акутан, хронични, или асимптоматски. Јавља се у један милион људи знатно чешће код жена. У око 10—20% болесника јавља се опструкција вене порте.
Кјаријева тријада
Тријада симптома која се манифест настају код аортезофагеалне фистуле након гутања страног тела (или ране од метка) назива се „Кјаријева тријада” или аортоезофагеална фистула. Аортоезофагеална фистуле (АЕФ) је редак узрок крварења у гастроинтестиналном тракту. Већина случајева се открива тек након смрти болесника. Уобичајени узроци укључују пуцање грудне аорте и једњака продором страног тела или повредом ватреним оружјем. Може се јавити и у грудној хирургији након оперативних захвата, као скундарни облик аортоезофагеалне фистуле.

## Живот и дело
Кјари је студирао медицину у Бечу, где је био помоћник Карла фон Рокитанскија (1804—1878) и Ричарда Ладислава Хешла (1824—1881). Године 1878. се хабилитирао из патолошке анатомије, да би након неколико година постао ванредни професор на Универзитету у Прагу. Кјари је у Прагу такође био и управник патолошкоанатомског музеја. Године 1906. Кјари се преселио на Универзитет у Стразбуру, где је радио као професор патолошка анатомија.
Кјаријева истраживачња су се углавном заснивала на обдукционим налазима и зато је већина његових бројних радова био приказ резултата обдукција. 1891, Кјари је описао малформације на мозгу које се карактеришу патолошкоантомским поремећајем у региону где се мозак и кичмене мождине спајају и кроз Форамен магнум (на дну лобање) настављају у спинални канал. Овај поремећај познат под епонимом Арнолд—Кјаријева малформација (развојна аномалија базе мозга код које долази до померања одређених можданих структура у канал кичмене мождине), добио је назив по Кјарију и немачком патологу Јулију Арнолда (1835—1915). Малформација је добила име 1907. од стране два студента др Арнолда. Још један медицински епоним носи његовом име Кјари Бад-Кјаријев синдром, (излив течности у трбушну дупљу (асцитес) у цирози јетре изазван опструкцијом вена јетре, крвним угрушком). Овај епоним је настао након сарадње Кјарија са британским интернистом Џорџом Бадом (1808—1882).